# Bart Gets an Elephant
Bart Gets an Elephant, llamado A Bart le regalan un elefante en España y Bart gana un elefante en Latinoamérica, es un capítulo perteneciente a la quinta temporada de la serie animada Los Simpson, emitido originalmente el 31 de marzo de 1994. El episodio fue escrito por John Swartzwelder y dirigido por Jim Reardon. Después de ganar un concurso de radio, Bart gana un elefante al cual llama Stampy.

## Sinopsis
Durante una limpieza general en la casa de los Simpson, Bart escucha la radio KBBL. Los locutores de la radio, Bill y Marty, conducen el programa "KBBL me va a dar algo estúpido", en donde se llamaba a casas al azar y los que atendían el teléfono, si decían la frase correcta, ganaban un premio estúpido o 10 000 dólares.  
Los locutores llaman a la casa de los Simpson, en donde Bart atiende el teléfono e inmediatamente dice la frase ganadora. Como premio, puede elegir entre un elefante o el dinero. Bart, contra todos los pronósticos, elige el elefante.
Luego de muchos problemas para obtenerlo (ya que en la radio no tenían elefantes), Bart finalmente consigue lo que quiere. Nombra a su elefante Stampy (Apisonadora en España.), y comienza a dedicarle toda su atención, lo que hace que Ayudante de Santa y Bola de nieve, el perro y el gato, se pongan celosos, tratando de llamar la atención de la familia. 
Los Simpson conservan al elefante atado en el patio, y lo alimentan sólo con maní. Lisa, al principio, le da plantas, que Stampy devora en un segundo. Luego de ver esto, la niña dice que su elefante necesitaba plantas para vivir y que no lo podían conservar en su casa. Homer, entonces, decide poner a la venta el elefante. Sin embargo, los postulantes que llegan para hacerse cargo de Stampy o bien no cumplen con los requisitos o bien no quieren pagar (como el encargado de un refugio de animales, que les promete que Stampy estará bien, pero que no ofrecía dinero). Homer, decepcionado, desiste a la propuesta.
Más tarde, llega a la casa un cazador de animales salvajes llamado Sr. Blackheart que ofrece comprar a Stampy, pero los niños tratan de convencer a su padre de que no lo vendiera, ya que parecía un traficante de marfil. Sin embargo, a Homer no le importa y le dice a Blackheart que viniera al día siguiente para llevarse al elefante.
Bart, esa noche, para proteger a Stampy, lo libera, con la idea de huir con él. Sin embargo, el elefante comienza a alejarse rápidamente, sin darle al niño la oportunidad de acompañarlo. Inmediatamente, el paquidermo se pierde y Bart sale a buscarlo.
La familia, preocupada por Bart, lo encuentra pronto en una exposición de animales prehistóricos al aire libre con pozos de alquitrán. Homer, sin darse cuenta, comienza a hundirse en uno de ellos. Stampy, con su trompa, logra rescatarlo, lo que hace que el patriarca cambie de opinión sobre entregarlo al traficante de marfil. Finalmente, Stampy va a vivir al refugio de animales.

## Producción

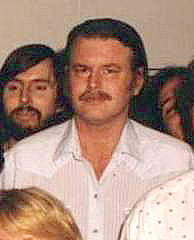
El episodio fue escrito por John Swartzwelder.

El episodio fue escrito por John Swartzwelder, y dirigido por Jim Reardon. Matt Groening, el creador de Los Simpson, opinó que fue un "prototípico" episodio de Swartzwelder, y el productor ejecutivo David Mirkin dijo que fue "un trabajo fantástico de uno de los guionistas más prolíficos de la serie". Lo más importante para Mirkin cuando estaba creando el episodio era asegurarse de que el elefante fuese un "bastardo" y que se comportase groseramente, a diferencia de otros animales que aparecen en el programa. Por ejemplo, en lugar de subir a la gente a su lomo, Stampy se las pondría en la boca. Mirkin dijo que el elefante "nunca desarrolló lazos porque es un animal muy arisco, un concepto que fue muy importante para este episodio". Stampy ha sido utilizado varias veces a lo largo de la serie para gags ocasionales. Por ejemplo, Stampy realizó una aparición en el episodio Miracle on Evergreen Terrace de la novena temporada en un sueño de Bart, y en el episodio Large Marge de la decimocuarta temporada, cuando Bart lo utiliza para un plan que ayudaría a Krusty el payaso a recuperar su popularidad. Stampy apareció brevemente en Los Simpson: la película, cuando trata de romper el domo que aprisiona Springfield. En este episodio también aparece por primera vez el personaje de Cletus Spuckler. Participa señalando a Stampy cuando lo ve en el jardín de la familia Simpson. No se nombra a Cletus en el episodio, y los guionistas simplemente se referieron a él como el Slack-Jawed Yokel ("El patán de flojos colmillos" en Hispanoamérica).